# Memorial Wall de la CIA

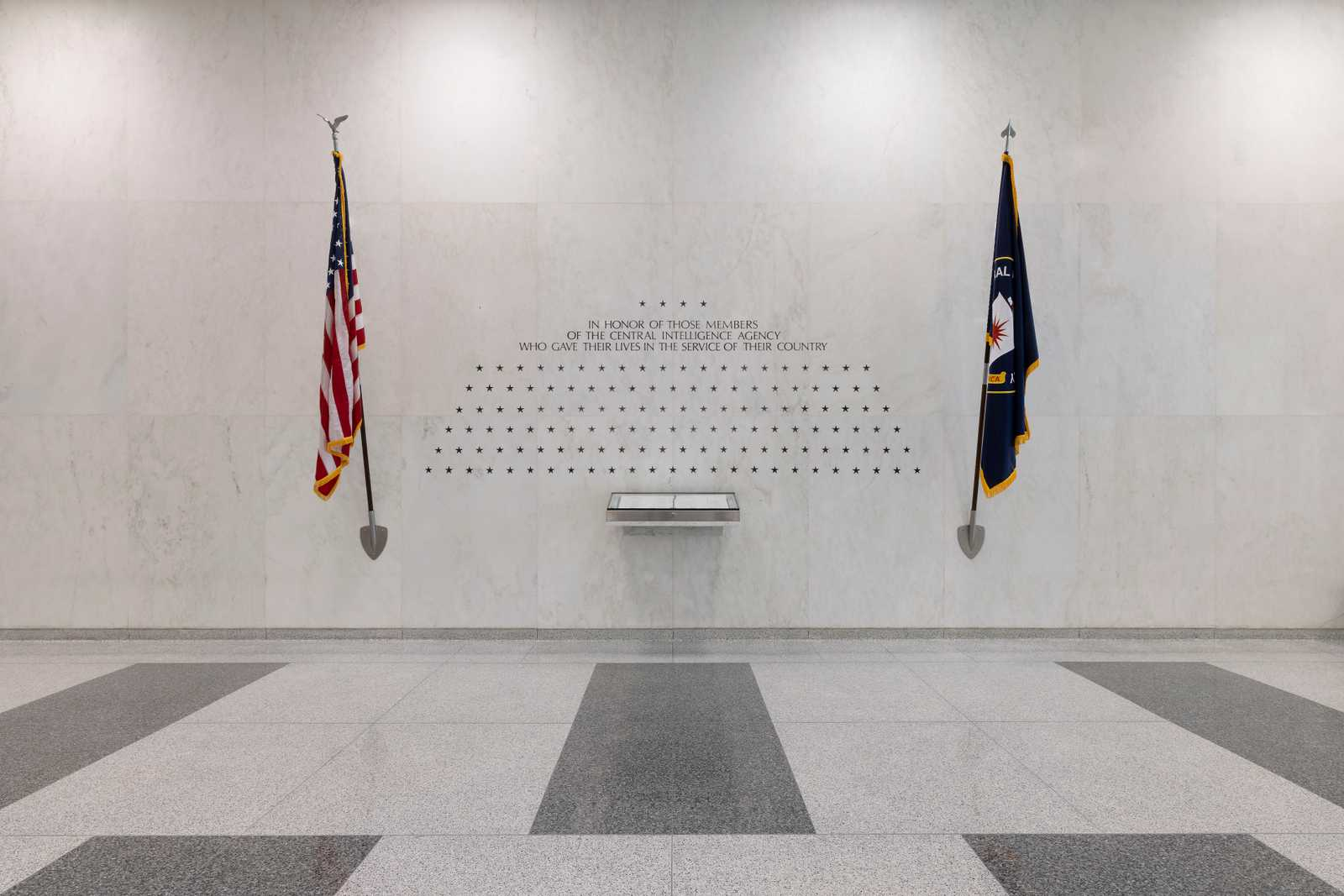
Le mur avec les 139 étoiles, en 2022, chacune représentant un employé.

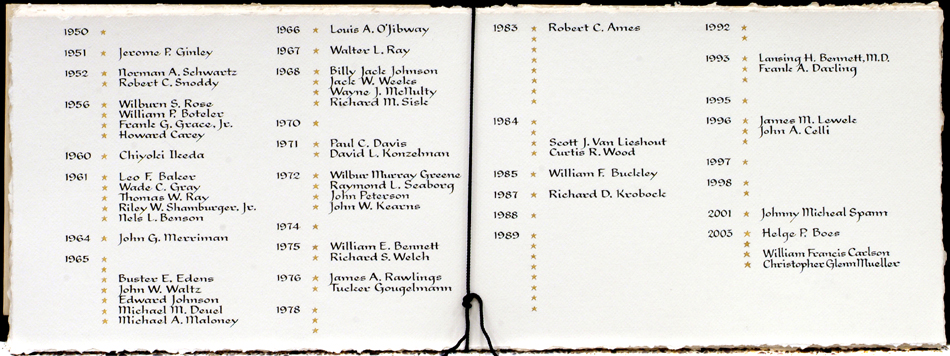
Le Livre d'honneur de la CIA (1950-2005).

Le Memorial Wall est un mémorial situé au siège de la Central Intelligence Agency (CIA) à Langley (Virginie) qui honore les employés de l'agence morts dans l'exercice de leurs fonctions. Une étoile sur ce mur représente une personne.

## Histoire
En 1997, il y avait 70 étoiles, 79 en 2002, 83 en 2004, 90 au 1er juin 2009, 102 en juin 2010, 113 en mai 2015, 125 en 2017 et 129 en juin 2018.

## Noms des victimes représentées

### 1950
- Douglas Mackiernan (en), abattu par des gardes-frontières tibétains le 29 avril 1950 alors qu'il fuyait la république populaire de Chine[6].

### 1951
- Jerome P. Ginley : tué lors du crash de son avion en mer de Chine orientale près des îles Ryūkyū le 11 janvier 1951.

### 1952
Norman A. Schwartz et Robert C. Snoddy, pilotes d'un avion C-47 de la Civil Air Transport (CAT) abattu lors d'une mission en république populaire de Chine le 29 novembre 1952. Leurs restes furent rapatriés en 2005. Deux officiers de la CIA à bord de l'avion, Richard G. Fecteau et John T. Downey, survécurent, furent capturés et détenus en Chine pendant près de 20 ans.

### 1954
- James "Pete" McCarthy Jr. : tué lors d'un vol d'entrainement en Asie du sud-est.

### 1956
- Wilburn S. Rose : pilote de Lockheed U-2, tué dans un accident lors d'un vol d'entraînement le 15 mai 1956[8] ;
- William P. Boteler : tué dans un restaurant à Chypre dans un attentat à la bombe par le groupe EOKA le 16 juin 1956 ;
- Frank G. Grace, Jr. : pilote d'U-2, tué dans un accident lors d'un vol d'entraînement nocturne le 31 août 1956[8] ;
- Howard Carey : pilote d'U-2, tué lorsque son U-2 se désintégra en vol lors d'un vol de test à partir de Wiesbaden Air Base en Allemagne de l'Ouest, le 17 septembre 1956[8].

### 1957
- James J. McGrath : officier de communications, décédé accidentellement en travaillant sur un transmetteur à haute puissance en Allemagne en janvier 1957[9].

### 1960
- Chiyoki Ikeda : officier traitant de la division Extrême-Orient du Directorate of Plans, décédé dans le crash du vol 710 Northwest Orient Airlines le 17 mars 1960[10] ;
- Stephen Kasarda, Jr. : officier de communications, décédé accidentellement le 1er mai 1960 alors qu'il était en mission en Asie du Sud-Est pour une mission de ravitaillement au Tibet[11].

### 1961
- Nels L. Benson : artificier de la Technical Services Division (TSD), gravement brûlé dans un accident en formant des rebelles cubains de la Brigade 2506 à Retalhuleu au Guatemala peu avant le débarquement de la baie des Cochons, décédé le 13 avril 1961 dans un hôpital de Miami trois semaines après. C'est le seul tué en service du TSS/TSD/OTS[12].
- Leo F. Baker, Wade C. Gray, Thomas W. Ray et Riley W. Shamburger étaient des pilotes de la Garde nationale de l'Alabama sous contrat de la CIA, tués le 19 avril 1961 lorsque leurs B-26 furent abattus alors qu'ils appuyaient le débarquement de la baie des Cochons. Un autre Américain, le parachutiste Herman Koch Gene, fut tué lors du débarquement, mais ne faisait pas partie de la CIA.
- David W. Bevan, Darrel A. Eubanks, John S. Lewis, d'anciens Smokejumpers, tués avec deux autres membres d'équipage non-membres de la CIA le 13 août 1961 au Laos à la suite d'un problème mécanique de leur avion cargo d'Air America lors d'une mission de ravitaillement des Hmong du général Vang Pao. Ils furent honorés en 2017.

### 1964
- John G. Merriman : pilote de la CIA, tué près de Kabalo au Congo lorsque son avion T-28 fut abattu par des rebelles Simba le 26 juillet 1964[13].

### 1965
- (nom inconnu).
- Barbara Robbins, employée administrative tuée par un attentat à la voiture piégée contre l'ambassade américaine de Saïgon, au Vietnam, le 30 mars 1965[14].
- Eugene « Buster » Edens : pilote d'U-2, tué dans un accident à Edwards Air Force Base en avril 1965[8].
- John W. Waltz : décédé le 6 juin 1965 à la suite de complications médicales après une opération d'urgence à la suite d'une maladie. Il travaillait à l'ambassade à Bagdad, en Irak.
- Edward Johnson : officier traitant tué quand l'hélicoptère d'Air America à bord duquel il se trouvait s'écrasa dans le Mékong le 20 août 1965 lors d'un vol du Laos vers la Thaïlande[15]. Voir aussi à 1966.
- Michael M. Deuel et Michael A. Maloney étaient des officiers traitants qui furent tués avec deux employés d'Air America lorsque leur hélicoptère s'écrasa à proximité de Saravane au Laos le 12 octobre 1965[16].

- Marcell Rene Gough : tué lors d'un accident de la route le 29 novembre 1965 au Congo. Ce spécialiste des opérations maritimes travaillait sur le lac Tanganyika comme technicien au sein de l'unité visant à couper le ravitaillement de la rébellion Simba.

### 1966
- Louis O'Jibway : officier traitant tué en même temps qu'Edward Johnson (voir plus haut)[17]. Leary précise explicitement que l'année de décès de O'Jibway sur le livre d'honneur est erronée.

### 1967
- Walter L. Ray : pilote d'A-12, tué dans un accident le 5 janvier 1967[18].
- Ksawery "Bill" Wyrozemski : tué lors d'un accident de la route le 15 février 1967 à Albertville au Congo. Il travaillait au sein de l'unité visant à couper le ravitaillement de la rébellion anti-Mobutu passant par le lac Tanganyika.

### 1968
- Billy Jack Johnson, Wayne J. McNulty[19] et Richard M. Sisk ont été tués au combat en 1968 au Sud-Vietnam ou au Laos ;

- Jack W. Weeks : pilote d'A-12, disparu lors d'un vol de test au-dessus de l'Océan Pacifique le 4 juin 1968[18] ;
- Charles Mayer : ingénieur du Directorate of Science and Technology chargé de surveiller les capacités des missiles soviétiques tué en 1968 lors d'un accident d'avion en Iran.

### 1970
- Hugh Francis Redmond (nom non précisé dans le livre d'honneur) : emprisonné en Chine depuis 1951, il s'est suicidé le 13 avril 1970 selon les autorités chinoises.

### 1971
- Paul C. Davis : officier paramilitaire de la CIA tué au Viêt Nam par une mine en juin 1971[20];
- David L. Konzelman.

### 1972
- Willbur Murray Greene : mort à la suite d'une opération chirurgicale en Thailande en avril 1972. Il était affecté à la guérilla Hmong au Laos.
- Raymond L. Seaborg : officier paramilitaire tué lors d'un combat au Laos le 27 septembre 1972[21].
- John Peterson : tué dans un crash d'hélicoptère au Laos le 19 octobre 1972[22].
- John W. Kearns : tué au Laos en 1972[19].

### 1974
- Raymond C. Rayner (nom non précisé dans le livre d'honneur) : tué par une personne inconnue s'étant introduite à son domicile le 23 novembre 1974 près de Monrovia, Libéria[23].

### 1975
- William E. Bennett : tué dans une explosion à son domicile à Tuy Hoa, Viêtnam, le 7 janvier 1975[24] ;
- Richard S. Welch : chef de station assassiné par l'Organisation révolutionnaire du 17-Novembre le 23 décembre 1975 à Athènes.

### 1976
- James A. Rawlings : officier de logistique, disparu dans le crash d'un avion-cargo au Viêtnam en janvier 1975. Ses restes ont été découverts au début des années 1990[25].
- Tucker Gougelmann : officier paramilitaire de la CIA de 1949 à 1972. Il revint à Saïgon au printemps 1975 pour tenter d'obtenir des visa à des proches sud-vietnamiens, mais ne put quitter la ville et fut capturé par les Nord-vietnamiens. Il fut torturé pendant onze mois et décéda à l'été 1976. Ses restes sont restitués en 1977. La CIA a rajouté son étoile (la 78e) en 2001, car bien qu'il n'était plus employé de la CIA, son affiliation passée avec l'agence mena à sa mort[26].

### 1978
- Dennis "Denny" Gabriel et Ivan Berl King (noms non précisés dans le livre d'honneur) étaient des pilotes de la division des actions clandestines de la CIA tués lors du crash à l'atterrissage de leur Special Light Otter en Caroline du Nord le 13 juillet 1978. Leur appareil, enregistré à une compagnie civile, transportait des soldats des Special Forces dont deux, Luis Lebatarde et Walter McCleskey, furent également tués[27].

- (nom inconnu, possiblement John Paisley).

### 1983
- Robert C. Ames, Kenneth E. Haas[28], Phyliss Nancy Faraci, Deborah M. Hixon, Frank J. Johnston, James F. Lewis, Monique N. Lewis[29], William Sheil (nom non précisé dans le livre d'honneur)[30] furent tués dans l'attaque contre l'ambassade américaine à Beyrouth le 18 avril 1983.

### 1984
- (nom inconnu)
- Richard C. Spicer (nom non précisé dans le livre d'honneur), Scott J. Van Lieshout et Curtis R. Wood furent tués dans le crash d'un avion au Salvador le 18 octobre 1984[31].

### 1985
- William F. Buckley : chef de station à Beyrouth enlevé par le Hezbollah le 16 mars 1984. Il est décédé en captivité, probablement le 3 juin 1985. Son corps fut retrouvé en décembre 1991.

### 1987
- Richard D. Krobock : employé de la CIA affecté à l'ambassade américaine de San Salvador. Il fut tué le 26 mars 1987 lorsqu'un hélicoptère militaire salvadorien à bord duquel il se trouvait s'écrasa à cinq kilomètres au nord de Chinameca[32].

### 1988
- Matthew K. Gannon : tué dans l'attentat du vol 103 Pan Am au-dessus de Lockerbie, le 21 décembre 1988[29].

### 1989
- Robert W. Woods : tué dans un crash d'avion lors d'une mission humanitaire en Éthiopie avec le représentant George « Mickey » Leland le 7 août 1989[29] ;
- (nom inconnu) ;
- James Spessard (technicien de la direction de la science et technologie (DS&T)), Pharies « Bud » Petty (pilote de Tepper Aviation), George Vincent Lacy (mécanicien chez Tepper), George Bensch (mécanicien chez Tepper), Gerhard Hermann Rieger (ingénieur de vol chez Tepper), Michael Atkinson (pilote chez Tepper) et onze combattants de l'UNITA furent tués lors du crash de leur Lockheed L-100-20 Hercules en Angola le 27 novembre 1989[33].

### 1992
- Barry S. Castiglione : décédé 19 juillet 1992 au Salvador en tentant de sauver un collègue[29] ;
- Lawrence N. Freedman : officier paramilitaire, tué par une mine près de la ville de Bardera en Somalie le 22 décembre 1992[29].

### 1993
- Lansing H. Bennett M. D. et Frank Darling furent tués le 25 janvier 1993 par Mir Aimal Kasi au cours d'une fusillade à l'entrée du QG de la CIA ;

- Freddie R. Woodruff : officier en mission temporaire assassiné en Géorgie le 8 août 1993[29].

### 1995
Jacqueline K. Van Landingham : tuée dans un attentat à l'arme automatique à Karachi, au Pakistan, le 8 mars 1995. Gary C. Durell, du Special Collection Service, fut également tué dans cette attaque, mais n'est honoré ni sur le Memorial Wall de la CIA, ni sur le National Cryptologic Memorial de la NSA.

### 1996
- James M. Lewek : tué dans le crash du vol 21 United States Air Force près de Dubrovnik en Croatie, le 3 avril 1996 ;
- John A. Celli : tué dans un accident de la route au Moyen-Orient en novembre 1996[36] ;
- Leslianne Shedd : tuée le 24 novembre 1996 dans le détournement du vol 961 Ethiopian Airlines[29].

### 1997
Thomas M. Jennings, Jr. : tué dans un accident de la route en Bosnie-Herzégovine en décembre 1997.

### 1998
Molly N. Hardy et Tom Shah (nom non précisé dans le livre d'honneur) furent tués à Nairobi, au Kenya, lors des attentats des ambassades américaines en Afrique le 7 août 1998.

### 2001
Johnny Micheal Spann : officier paramilitaire tué le 25 novembre 2001 lors de la mutinerie de Qala-e-Jangi.

### 2002
Nathan Chapman : soldat affecté à la CIA comme spécialiste des communications, tué au combat en Afghanistan (à Khost) le 4 janvier 2002.

### 2003
- Helge P. Boes : officier traitant affecté au Counterterrorism Center, tué par l'explosion prématurée d'une grenade durant un exercice à munitions réelles en Afghanistan le 7 février 2003[38] ;
- Gregg Wenzel : officier traitant décédé dans un accident de voiture à Addis-Abeba, en Éthiopie, le 9 juillet 2003[39] ;
- William Francis Carlson et Christopher Glenn Mueller étaient des employés sous contrat de la CIA affectés à la direction des opérations. Ils ont été tués le 25 octobre 2003 dans une embuscade près de Shkin en Afghanistan[40].

### 2005
Gregory R. Wright, Jr. : tué dans une embuscade le 7 décembre 2005 en Irak.

### 2006
Rachel A. Dean : officier de soutien logistique, décédée dans un accident de la circulation au Kazakhstan en septembre 2006.

### 2007
(nom inconnu) : pourrait être Douglas A. Zembiec tué au combat le 11 mai 2007 à Bagdad en Irak.

### 2008
- (noms inconnus) ;
- Donald Barger : tué dans une embuscade le 10 mai 2008 en Afghanistan ;
- Jeffrey R. Patneau : tué dans un accident de la circulation à Sanaa au Yémen, le 29 septembre 2008[29].

### 2009
Jennifer Lynne Matthews (chef de base à camp Champan), Harold Brown, Elizabeth Hanson, Darren LaBonte (interprète), Scott Roberson, Dane Paresi et Jeremy Wise (gardes de sécurité de Xe, sous contrat de la CIA) ont été tuées dans l'attentat-suicide de la base de Chapman le 30 décembre 2009.

### 2011
Jay Henigan : employé de la CIA abattu par un Afghan à Kaboul le 25 septembre 2011.

### 2012
- Glen "Bub" Doherty et Tyrone "Rone" Woods sont deux anciens Navy Seals ont été tués à Benghazi le 11 septembre 2012 alors qu'ils assuraient la protection d'un site secret de la CIA ;

- Dario N. Lorenzetti : tué dans un attentat-suicide le 18 octobre 2012 en Afghanistan.

### 2016
- Mark S. Rausenberger : tué aux Philippines le 23 mai 2016 dans des circonstances non précisées ;
- Brian R. Hoke et Nathaniel P. Delemarre ont été tués au combat le 26 octobre 2016 près de Jalalabad en Afghanistan ;

- Matthew C. Lewellen, Kevin J. McEnroe et James F. Moriarty ont été abattus par un soldat jordanien le 4 novembre 2016 alors qu'ils entraînaient des rebelles syriens ;

- George A. Whitney : tué dans la région de Jalalabad en Afghanistan le 19 décembre 2016.

### 2017
- (noms inconnus)

### 2018
- (noms inconnus)

### Année non dévoilée
- (noms inconnus)

## Autres pertes
Outre le personnel de la CIA, des employés des sociétés contrôlées par la CIA ont également été tués en service. Deux pilotes de la Civil Air Transport (CAT), James B. McGovern, Jr. et Wallace Buford, ont été tués le 6 mai 1954 lorsque leur Fairchild C-119 Flying Boxcar fut abattu pendant la bataille de Diên Biên Phu. Ils sont les seuls Américains tués pendant la guerre d'Indochine. Plusieurs dizaines d'équipages d'Air America ont été tués pendant la guerre du Viêt Nam. 
D'autres employés de la CIA ont subi un sort dramatique quoique moins tragique. Ainsi, Richard Fecteau et John T. Downey, ayant survécu au crash qui coûta la vie à Schwartz et Snoddy en 1952, survécurent, furent capturés par les Chinois et ne furent libérés qu'en 1971 et 1973 respectivement. Le pilote de la CAT Allen Lawrence Pope fut détenu quatre ans en Indonésie après que son B-26 eut été abattu en 1958, et le pilote Francis Gary Powers passa 17 mois dans les geôles soviétiques après que son avion-espion U-2 eut été abattu en 1960. Trois techniciens de la Technical Services Division (TSD) de la CIA, David Christ, Thornton Anderson et Walter Szuminski, furent arrêtés en septembre 1960 à la Havane alors qu'ils posaient des micros dans une agence de presse chinoise, et furent libérés en avril 1963. Richard L. Holm fut gravement brûlé au visage lors du crash de son avion au Congo en 1965.